# Сара Паско
Сара Патрісія Паско (англ. Sara Patricia Pascoe, нар. 22 травня 1981) — англійська комедійна акторка. З'являлася у таких телепрограмах як 8 Out of 10 Cats Does Countdown на Channel 4 та Taskmaster на цифровому каналі Dave.

## Ранні роки
Паско народилася у сім'ї Гейл Паско і музиканта Дерека Паско.
Сара народилася у Дегенемі (Східний Лондон) і росла у Ромфорді, де навчалася в загальноосвітній школі в Істбері. Пізніше відвідувала школу Гайнес в Апмінстері. У 1997 році Паско зробила аборт, який детально описаний у її мемуарах Animal: The Autobiography of a Female Body.
Паско вивчала англійську в університеті Сассекса, де подружилася з Каріад Ллойд. Після закінчення університету вона працювала актрисою і доповнювала свій дохід тимчасовою роботою.

## Кар'єра
Паско з'являлася в багатьох телепрограмах і панелях, у тому числі Stand Up for the Week, The Thick of It, Mock the Week, The Increasingly Poor Decisions of Todd Margaret, Campus, Бути людиною, Twenty Twelve, QI, Have I Got News For You, Would I Lie to You та W1A, а також у шоу Girl Friday, співавторкою якого вона є.
Паско почала виступати із стендапом у 2007 році.
У серпні 2010 року відбулося її перше шоу на Единбурзькому фестивалі, під назвою Sara Pascoe Vs Her Ego, яке отримало позитивні відгуки.
19 лютого 2012 року вона з'явилася в 11-му епізоді 11 Comedian's Comedian Podcast (ведучий Стюарт Голдсміт). У 2012 році виступила на Live at the Apollo. У 2013 році взяла участь у BBC-шоу QI і виграла епізод з +28 очками.
У 2014 році вона виступала на Единбурзькому фестивалі і вперше гастролювала у Великій Британії з шоу Sara Pascoe Vs History. Шоу було номіноване на премію Edinburgh Comedy Award 2014 як найкраще комедійне шоу.
У 2016 році, разом із численними іншими знаменитостями, Паско їздила по Великій Британії у кампанії на підтримку Джеремі Корбіна на посаду прем'єр-міністра.
Її перша книга «Тварина: Автобіографія жіночого тіла» (англ. Animal: The Autobiography of a Female Body) опублікована у квітні 2016 року видавництвом Faber and Faber. Далі вона вирушила в тур із однойменною програмою.
27 жовтня 2017 року вона з'явилася в епізоді британського туристичного документального серіалу Travel Man на Channel 4. У лютому 2018 року вона розпочала серію передач на BBC Radio 4 під назвою «Сучасна мавпа» (англ. Modern Monkey).

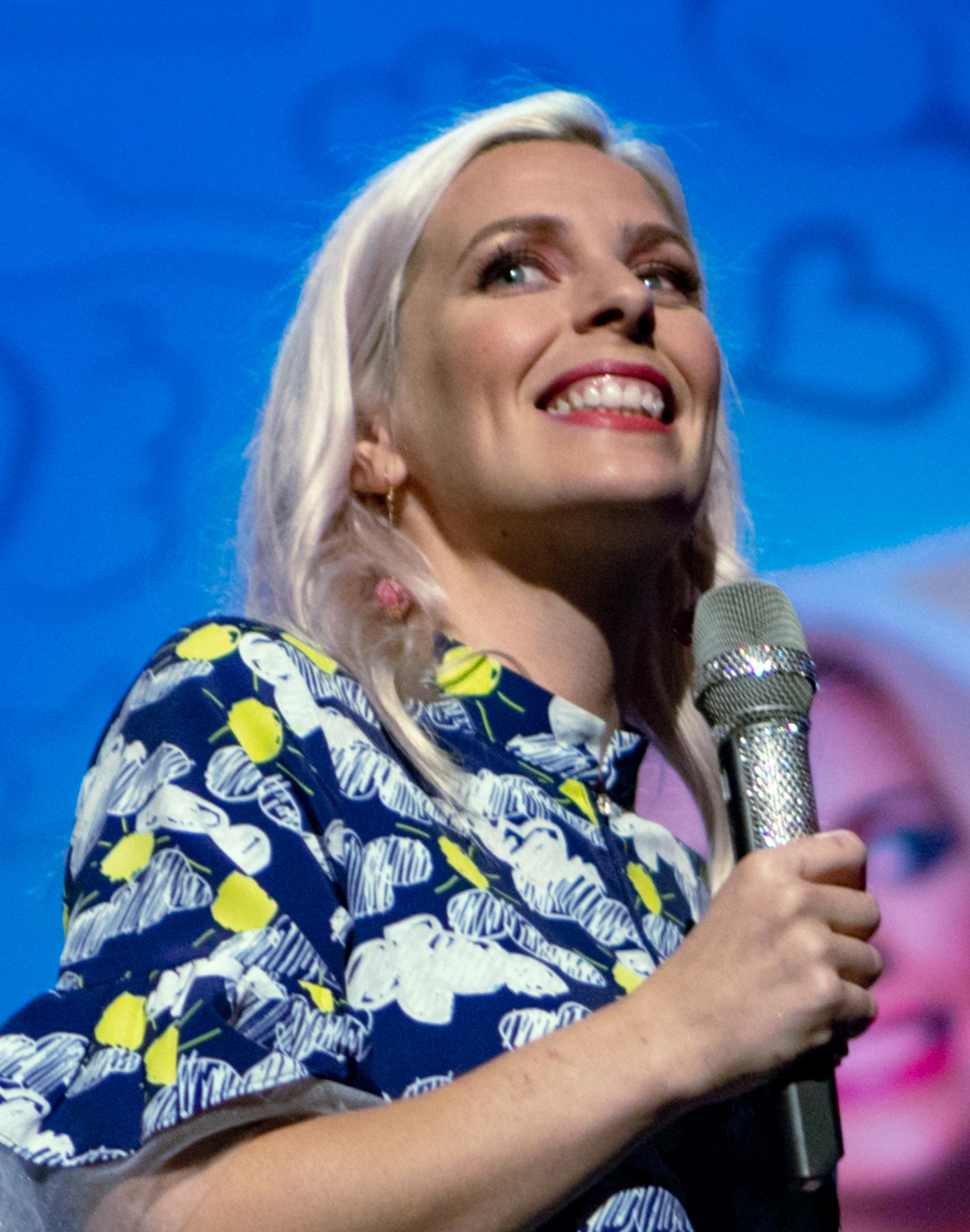
Паско в 2019 році

У квітні 2019 року в ефірі BBC Two було показано прямий запис туру Паско LadsLadsLads у театрі London Palladium.
29 серпня 2019 року вийшла її друга книга, Sex Power Money. У книзі досліджуються (переважно гетеросексуальні) сексуальні відносини, особлива увага приділяється чоловічій сексуальності та сексуальній роботі. Текст базується на даних еволюційної біології та соціальних досліджень, а також її власному досвіді та почуттях. Вона також веде однойменний подкаст, в якому проводить інтерв'ю з людьми, які мають досвід сексуальної роботи, стриптизу та порно.

## Особисте життя
Сара Паско живе в Лондоні.
З 2013 по кінець 2016 року вона зустрічалася з коміком Джоном Робінсом. Її роздуми про ці стосунки та їхні наслідки стали основою її шоу LadsLadsLads в 2017 році на фестивалі Edinburgh Festival Fringe.
Станом на липень 2019 року вона зустрічається зі Стіном Раскопулосом.
Сара Паско — веганка.